# 蔽光云

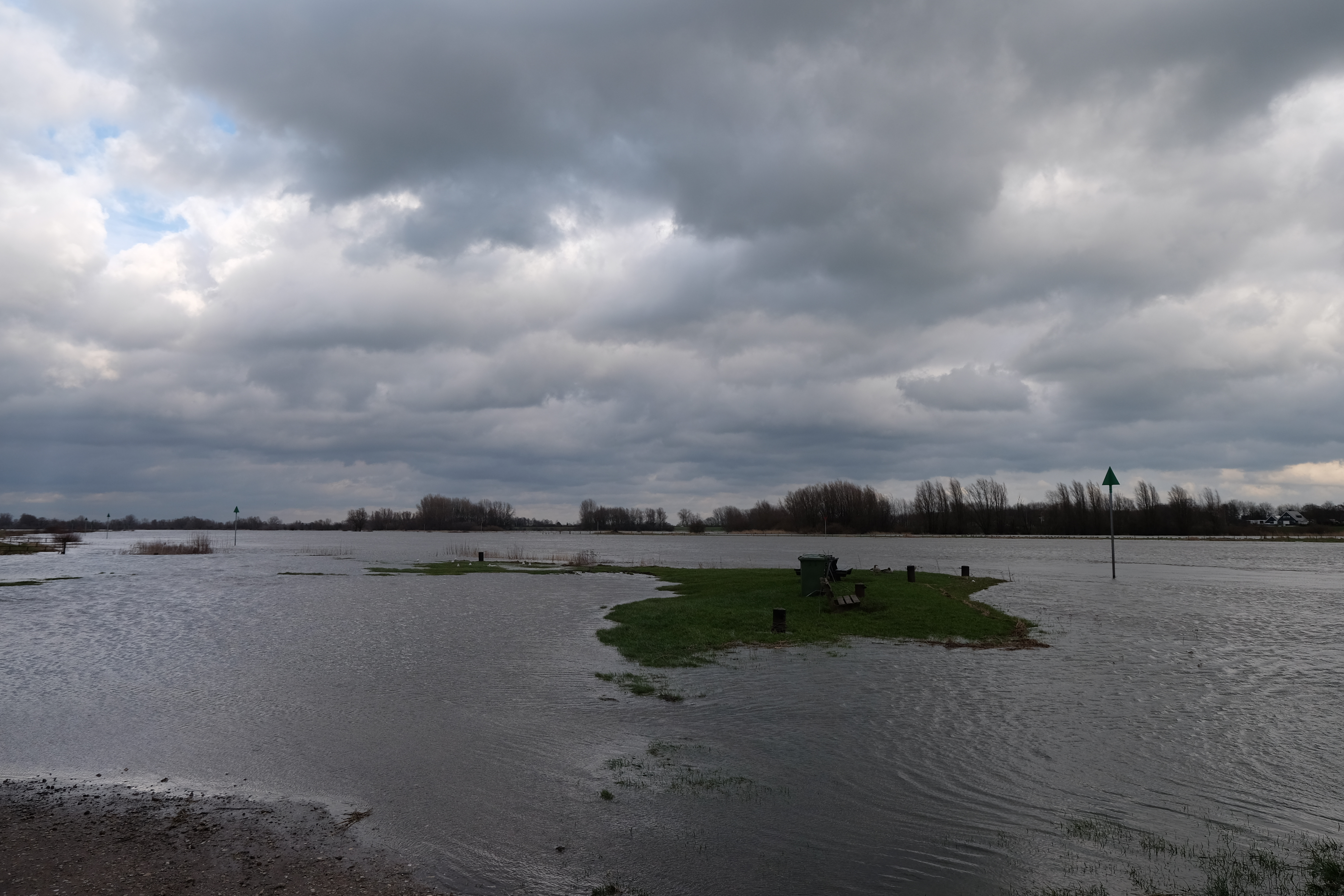
出现在荷兰的蔽光层积云

蔽光云（学名：Opacus，缩写： Op )，是云的一类变种，指成片分布的、能完全掩蔽阳光的云，适用于高积云、高层云、层积云和层云这四类云属。与之相比，透光云能被阳光、月光穿过，并且显示出日月的轮廓，漏光云的阳光仅在云隙可见。

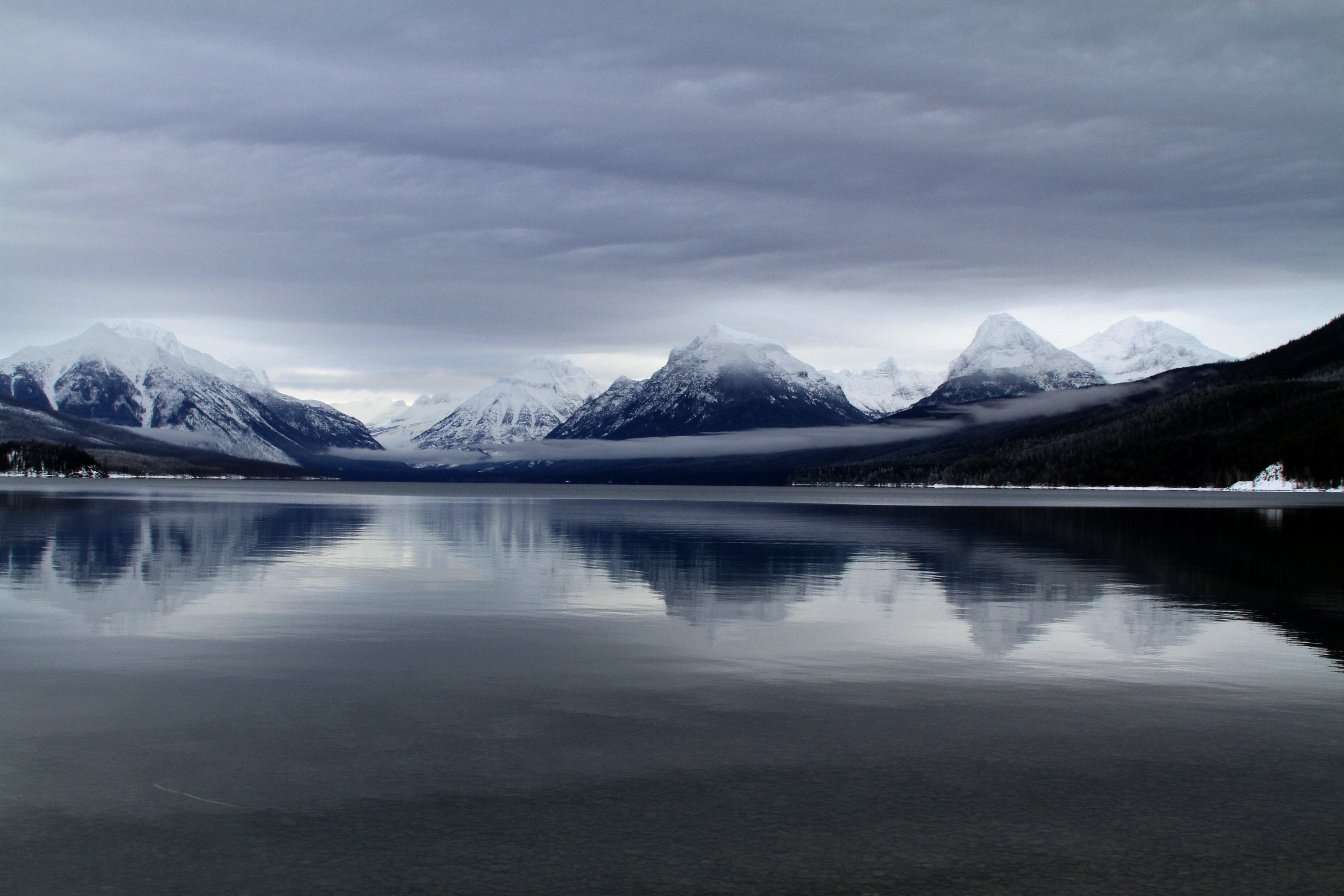
美国麦克唐纳湖上空的蔽光高层云